# The Angry Young Them
The Angry Young Them är ett musikalbum av Them. Det var gruppens debutalbum och lanserades 1965 på Decca Records. På framsidan fanns ursprungligen ingen titel, denna är tagen från baksidan där en text proklamerade just "the angry young them!". I USA utgavs albumet istället kort och gott som Them och hade en helt annorlunda låtlista som inkluderade hitsingeln "Here Comes the Night".
Låten "Mystic Eyes" släpptes som singel både i Europa och USA, men nådde bara framgång som sådan i USA där den nådde plats 33 på singellistan. Albumet innehåller även originalinspelningen av låten "Gloria" som kom att bli en mycket populär cover under 1960-talet, framförallt hos garagerockgrupper. Deras egen version nådde plats 71 i USA 1966.

## Låtlista
(upphovsman inom parentes)
1. "Mystic Eyes" (Van Morrison) – 2:41
2. "If You and I Could Be as Two" (Morrison) – 2:53
3. "Little Girl" (Morrison) – 2:21
4. "Just a Little Bit" (Ralph Bass, Buster Brown, John Thornton, Ferdinand "Fats" Washington) – 2:21
5. "I Gave My Love a Diamond" (Bert Berns, Wes Farrell) – 2:48
6. "Gloria" (Morrison) – 2:38
7. "You Just Can't Win" (Morrison) – 2:21
8. "Go on Home Baby" (Berns, Farrell) – 2:39
9. "Don't Look Back" (John Lee Hooker) – 3:23
10. "I Like It Like That" (Morrison) – 3:35
11. "I'm Gonna Dress in Black" (M. Gillon aka Tommy Scott, M. Howe) – 3:34
12. "Bright Lights, Big City" (Jimmy Reed) – 2:30
13. "My Little Baby" (Berns, Farrell) – 2:00
14. "(Get Your Kicks On) Route 66" (Bobby Troup) – 2:22